# Ragnar Hvidsten
Pour les articles homonymes, voir Hvidsten.
Ragnar Hvidsten, né le 3 décembre 1926 à Sandar et mort le 21 septembre 2016 à Sandefjord est un footballeur international norvégien qui évolue au poste d'attaquant.

## Biographie
Ragnar Hvidsten est sélectionné à 22 reprises en équipe de Norvège entre 1950 et 1955, inscrivant deux buts. 
Il honore sa première sélection le 5 novembre 1950, contre la Yougoslavie (défaite 4-0 à Belgrade). Il inscrit son premier but le 30 mai 1951, contre l'Irlande (défaite 2-3 à Oslo). Il inscrit un second but contre l'Islande le 26 juillet 1951 (victoire 3-1 à  Trondheim). Il fête sa dernière sélection face à la Suède le 25 septembre 1955 (match nul 1-1 à Solna).
Avec l'équipe de Norvège olympique, il participe aux Jeux olympiques d'été de 1952. Lors du tournoi olympique, il joue un match contre la Suède (défaite 4-1 à Tampere). La Norvège est éliminée au premier tour de ces Jeux.
En club, il joue en faveur du Sandefjord BK (en) et du Skeid Fotball.